# Mäktiga ting det sker i vår tid
Mäktiga ting det sker i vår tid är en svensk psalm med text och musik från 1925 av K.G. Sjölin. Texten bearbetades 1988.

## Publikation
- Segertoner 1988 som nr 590 under rubriken "Att leva av tro - Helande till kropp och själ".[1]

### Fotnoter
1. 1 2  Heinerborg, Karl-Erik; Lennart Jernestrand (1988). Segertoner melodisångbok. Stockholm: Förlaget Filadelfia. Libris 911558